# Lando Ndasingwa
Landoald Ndasingwa, detto Lando (... – 7 aprile 1994), è stato un politico ruandese, leader del Partito Liberale di Ruanda e Ministro del Lavoro e degli Affari Sociali durante il governo Habyarimana. Fu ucciso all'inizio del Genocidio ruandese.
Ndasingwa, di etnia Tutsi, fu educato alla scuola secondaria di Saint-André a Kigali, all'Università Nazionale del Ruanda, all'Università Laval di Québec, una delle più antiche delle Americhe, e all'Università di Montréal. Prima di diventare Ministro del Lavoro e degli Affari Sociali del governo transitorio di Habyarimana, nato dopo gli accordi di Arusha del 1993, fu un insegnante presso l'Università Nazionale del Ruanda.
Il 17 febbraio 1994 il comandante dell'UNAMIR, Roméo Dallaire, venne a conoscenza di un complotto che sarebbe stato ordito ai danni di Ndasingwa e di Joseph Kavaruganda, presidente della corte costituzionale del Ruanda.
Il 7 aprile 1994, dopo l'assassinio del presidente Habyarimana, Ndasingwa e la moglie canadese Hélène Pinsky, anch'ella laureata all'Università di Montréal, furono catturati assieme ai loro due figli dalla Guardia Presidenziale del nuovo governo e, pur essendo sotto la protezione dell'UNAMIR, uccisi poco dopo.
Una delle sorelle di Ndasingwa, Louise Mushikiwabo, diventerà nel dicembre del 2009 Ministro degli Affari Esteri del governo Kagame.